# Union of Arab Football Associations
Die Union of Arab Football Associations, arabisch الاتحاد العربي لكرة القدم, DMG al-Ittiḥād al-ʿarabī li-kurat al-qadam, offiziell abgekürzt als UAFA, ist der Fußball-Dachverband der Länder der Arabischen Liga. Die Mitgliedsverbände sind teils in der Asian Football Confederation (AFC) und teils in der Confédération Africaine de Football (CAF) organisiert. Die UAFA ist ein von der FIFA nicht anerkannter Verband.

## Geschichte
Die UAFA wurde 1974 in Tripolis, Libyen, gegründet. 1976 fand eine Generalversammlung in Damaskus, Syrien, statt und das Hauptquartier wurde zu ihrem gegenwärtigen Sitz in Riad, Saudi-Arabien, verlegt.

## Präsidenten
- 1974–1976: Abdul Latif Booker
- 1976–1999: Faisal bin Fahd
- 1999–2011: Sultan bin Fahd
- 2011–2014: Nawaf bin Faisal bin Fahd Al Saud
- seit 2014: Turki bin Khalid
- seit 2017: Turki Al-Sheikh
- seit 2019: Abdulaziz bin Turki Al Saud

## Mitglieder
Die UAFA hat aktuell 22 Mitglieder. Alle UAFA-Mitglieder der Asian Football Confederation (AFC) sind auch Mitglieder des Westasiatischen Fußballverbandes (WAFF). Alle Mitglieder des Nordafrikanischen Fußballverbandes (UNAF) sind auch UAFA-Mitglieder.
| Mitglieder der AFC bzw. WAFF sind: - Bahrain Football Association - Iraqi Football Association - Jordan Football Association - Kuwait Football Association - Fédération Libanaise de Football Association - Oman Football Association - Palestinian Football Association - Qatar Football Association - Saudi Arabian Football Federation - Syrischer Arabischer Fußballverband - United Arab Emirates Football Association - Yemen Football Association | Mitglieder der CAF sind: - Fédération Algérienne de Football (UNAF) - Fédération Comorienne de Football (COSAFA) - Fédération Djiboutienne de Football (CESAFA) - Egyptian Football Association (UNAF) - Libyan Football Federation (UNAF) - Fédération de Football de la République Islamique de Mauritanie (WAFU) - Fédération Royale Marocaine de Football (UNAF) - Somali Football Federation (CESAFA) - Sudan Football Association (CESAFA) - Fédération Tunisienne de Football (UNAF) |

## Wettbewerbe

### Männer
Nationalmannschaften
- Arabischer Nationenpokal (seit 1963)
- U-23 Fußballturnier der Panarabischen Spiele (seit 1953)
- Arab Cup U-20 (seit 1983)
- Arab Cup U-17 (seit 2011)
- Arab Futsal Cup (seit 1998)
- Arab Beach Soccer Cup (seit 2008)

Klubs
- Arab Club Champions Cup (seit 1982)
- Arab Cup Winners' Cup (1989 bis 2001)
- Arab Super Cup (1992 bis 2001)

### Frauen
Nationalmannschaften
- Arab Women's Cup (2006, 2021)
- Arab U-17 Women's Cup (2015)